# Жалонь
Жало́нь (фр. Jalognes) — коммуна во Франции, находится в регионе Центр. Департамент — Шер. Входит в состав кантона Сансер. Округ коммуны — Бурж.
Код INSEE коммуны — 18116.

## География
Коммуна расположена приблизительно в 185 км к югу от Парижа, в 100 км юго-восточнее Орлеана, в 34 км к северо-востоку от Буржа.
По территории коммун протекают реки Беннель (фр. Bennelle) и Шантрен (фр. Chantraine).

## Население
Население коммуны на 2008 год составляло 296 человек.
| 1962 | 1968 | 1975 | 1982 | 1990 | 1999 | 2008 |
| ---- | ---- | ---- | ---- | ---- | ---- | ---- |
| 388  | 423  | 354  | 295  | 271  | 285  | 296  |

## Администрация
| Период | Период | Фамилия       | Партия | Примечания |
| ------ | ------ | ------------- | ------ | ---------- |
| 2001   | 2008   | Роже Фроманто |        |            |
| 2008   | 2014   | Патрик Леже   |        |            |

## Экономика
В 2007 году среди 188 человек в трудоспособном возрасте (15-64 лет) 134 были экономически активными, 54 — неактивными (показатель активности — 71,3 %, в 1999 году было 67,1 %). Из 134 активных работали 120 человек (65 мужчин и 55 женщин), безработных было 14 (6 мужчин и 8 женщин). Среди 54 неактивных 12 человек были учениками или студентами, 24 — пенсионерами, 18 были неактивными по другим причинам.

## Достопримечательности
- Замок Пессельер[фр.] (XIV век). Исторический памятник с 2009 года[3]
- Церковь Сент-Маделен (XII век)
  - Надгробная плита на могиле Катрины Миллен (1683 год). Исторический памятник с 1908 года[4]
  - Надгробная плита на могиле Марии де Ланжоньер (XVII век). Исторический памятник с 1908 года[5]